# Wallace (Kansas)
Wallace és una població dels Estats Units a l'estat de Kansas. Segons el cens del 2000 tenia 67 habitants.

## Demografia
Segons el cens del 2000, Wallace tenia 67 habitants, 30 habitatges, i 17 famílies. La densitat de població era de 64,7 habitants/km².
Dels 30 habitatges en un 33,3% hi vivien nens de menys de 18 anys, en un 43,3% hi vivien parelles casades, en un 13,3% dones solteres, i en un 43,3% no eren unitats familiars. En el 43,3% dels habitatges hi vivien persones soles el 23,3% de les quals corresponia a persones de 65 anys o més que vivien soles. El nombre mitjà de persones vivint en cada habitatge era de 2,23 i el nombre mitjà de persones que vivien en cada família era de 3,06.
Per edats la població es repartia de la següent manera: un 26,9% tenia menys de 18 anys, un 3% entre 18 i 24, un 17,9% entre 25 i 44, un 25,4% de 45 a 60 i un 26,9% 65 anys o més.
L'edat mediana era de 48 anys. Per cada 100 dones de 18 o més anys hi havia 88,5 homes.
La renda mediana per habitatge era de 13.125 $ i la renda mediana per família de 35.000 $. Els homes tenien una renda mediana de 43.750 $ mentre que les dones 33.750 $. La renda per capita de la població era de 16.005 $. Entorn del 28,6% de les famílies i el 29,3% de la població estaven per davall del llindar de pobresa.

## Poblacions més properes
El següent diagrama mostra les poblacions més properes.